# St. John (flod)
 For alternative betydninger, se St. John (flertydig). (Se også artikler, som begynder med St. John)
Saint John er en ca. 673 km lang flod som i hovedparten af dens længde løber i den canadiske provins New Brunswick. Den udspringer i delstaten Maine i USA, og passerer også den canadiske provins Québec. To forskellige steder udgør den grænsen mellem USA og Canada. St. John har et afvandingsområde på omkring 55.000 km2 hvoraf lidt over halvdelen er i New Brunswick. Det er den næstlængste flod som udmunder i Atlanterhavet mellem St. Lawrence og Mississippi efter Susquehanna River. St. John er blevet kaldt Nordamerikas Rhin. Floden er reguleret af dæmninger til vandkraftværker ved Mactaquac, Beechwood og Grand Falls.